# Robert Gascoyne-Cecil (7e marquis de Salisbury)
Robert Michael James Gascoyne-Cecil (né le 30 septembre 1946) est un homme politique conservateur britannique. Au cours des années 1990, il est leader de la Chambre des lords sous son Titre de courtoisie de vicomte Cranborne. Lord Salisbury vit dans l'une des plus grandes maisons historiques d'Angleterre, Hatfield House, qui a été construite par Robert Cecil, 1er comte de Salisbury au début du XVIIe siècle, et il est actuellement chancelier de l'Université du Hertfordshire.

## Jeunesse
Robert Michael James Gascoyne-Cecil est né le 30 septembre 1946, fils aîné de Robert Gascoyne-Cecil (6e marquis de Salisbury). Son frère cadet est le journaliste Lord Richard Cecil, qui est tué alors qu'il couvrait le conflit en Rhodésie en 1978.
Lord Cranborne fréquente le Collège d'Eton et Christ Church, Oxford, et devient banquier d'affaires avant d'aller travailler dans les domaines familiaux.

## Carrière politique

### Chambre des communes
Lord Cranborne est choisi, de façon inattendue, comme candidat du Parti conservateur pour la circonscription de Sud Dorset en 1976, où sa famille possède des terres, malgré la présence de plusieurs anciens députés qui avaient perdu lors des deux élections de 1974 sur la liste restreinte. Il prend la parole lors de la conférence du Parti conservateur de 1978 pour s'opposer aux sanctions du gouvernement britannique contre la Rhodésie. Il remporte le siège aux élections générales de 1979, la septième génération consécutive de sa famille à siéger à la Chambre des communes. Dans son premier discours, il exhorte Ian Smith à se retirer en faveur d'Abel Muzorewa.
Il prend des positions très à droite, en particulier sur les questions concernant l'Église d'Angleterre, mais prend un virage quand il coécrit une brochure en 1981 qui disait que la lutte contre le chômage devait être plus prioritaire que la lutte contre inflation. Il s'est intéressé à l'Irlande du Nord et, lorsque James Prior annonce sa politique de «Rolling Devolution», il démissionne d'un emploi non rémunéré en tant qu'assistant de Douglas Hurd.
Lord Cranborne s'est fait connaître comme anticommuniste par ses activités de soutien aux réfugiés afghans au Pakistan au début des années 1980 et par l'envoi de colis alimentaires en Pologne. Jusqu'au début du XXIe siècle, un magasin de bienfaisance est géré sur son domaine de Hatfield uniquement pour collecter des fonds pour ces causes, y compris des fonds pour les orphelinats polonais. Il participe aux efforts de financement de la résistance afghane. Sa forte opposition à toute implication de la république d'Irlande en Irlande du Nord le conduit à s'opposer à l'accord anglo-irlandais et contribue à sa décision de se retirer de la Chambre des communes en 1987.

### Chambre des lords
Après les élections générales de 1992, John Major utilise un bref d'accélération pour appeler Lord Cranborne à la Chambre des lords dans l'un des titres juniors de son père. Ainsi, Lord Cranborne est convoqué au Parlement en tant que baron Cecil, d'Essendon dans le comté de Rutland, bien qu'il ait continué à être connu par son titre de courtoisie du vicomte Cranborne. C'est la dernière fois qu'un bref d'accélération est délivré, et en raison des dispositions de la House of Lords Act 1999, abolissant le droit automatique des pairs héréditaires de siéger à la Chambre des Lords, toute utilisation future du bref d'accélération est hautement improbable.
Il sert pendant deux ans en tant que ministre subalterne de la Défense avant d'être nommé Lord du sceau privé et Leader de la Chambre des lords en 1994. Lord Cranborne est nommé par la Reine conseiller privé (CP) le 21 juillet 1994. Le financement des partis d'opposition à la Chambre des Lords, connu sous le nom de Cranborne Money, a commencé lorsqu'il était leader. Lorsque Major démissionne de son poste de chef du Parti conservateur pour tenter de mettre à l'épreuve son autorité de chef en juillet 1995, Lord Cranborne dirige sa campagne de réélection. Il est reconnu comme l'un des rares membres du Cabinet qui était personnellement fidèle à Major, mais a continué à diriger les pairs conservateurs après la victoire des travaillistes aux élections générales de 1997.
Lorsque le nouveau Premier ministre Tony Blair propose la suppression de l'élément héréditaire à la Chambre des Lords, Lord Cranborne négocie un pacte avec le gouvernement travailliste pour conserver un petit nombre (fixé ultérieurement à quatre-vingt-douze) de pairs héréditaires pour la période intérimaire. Par souci de forme, cet amendement est formellement proposé par Lord Weatherill, responsable des pairs apolitiques. Cependant, Lord Cranborne donne l'approbation de son parti sans consulter le chef du parti, William Hague, qui ne savait rien et était gêné lorsque Blair lui en a parlé à la Chambre des communes. Hague a ensuite limogé Lord Cranborne, qui a reconnu son erreur, affirmant qu'il s'était "précipité, comme un épagneul mal entraîné".
Tous les anciens dirigeants de la Chambre des lords qui étaient des pairs héréditaires ont accepté des pairies à vie pour rester à la chambre haute en 1999. Lord Cranborne, qui avait reçu le titre de baron Gascoyne-Cecil, d'Essendon dans le comté de Rutland est resté actif jusqu'à ce que la Chambre des lords adopte de nouvelles règles de déclaration des intérêts financiers qu'il jugeait trop contraignantes. Il a pris un "congé autorisé" le 1er novembre 2001 . Il est sorti de la Chambre des Lords quand il succède à son père comme 7e marquis de Salisbury le 11 juillet 2003.
En janvier 2010, Lord Salisbury et Owen Paterson, alors secrétaire d'État fictif de l'Irlande du Nord, ont organisé des entretiens secrets à Hatfield House, impliquant le DUP, l'UUP et le Parti conservateur. Ces discussions ont fait penser que les conservateurs tentaient de créer un front pan-unioniste pour limiter la progression du Sinn Féin et du Parti social-démocrate et travailliste aux élections générales de 2010 .
En septembre 2012, Lord Salisbury, en sa qualité de président de la Thames Diamond Jubilee Foundation, est fait chevalier par la reine Elizabeth II et est devenu chevalier commandant de l'Ordre royal de Victoria (KCVO) .
Il prend sa retraite de la Chambre des Lords le jeudi 8 juin 2017, date des élections législatives anticipées . Il est nommé Chevalier Compagnon de l'Ordre de la Jarretière (KG) le 27 février 2019 .

## Autres postes
Il est sous-lieutenant du Hertfordshire et actuel président des Amis de la British Library  et des Amis des Églises sans amis .
Lord Salisbury est le président du Constitution Reform Group (CRG), un groupe de pression multipartite qui cherche un nouveau règlement constitutionnel au Royaume-Uni par le biais d'un nouvel Acte d'Union . Le groupe a présenté l'Act of Union Bill 2017-19 en tant que projet de loi d'initiative parlementaire de Lord Lisvane à la Chambre des lords le 9 octobre 2018, lors de sa première lecture officielle ; son passage au Parlement a pris fin à la fin de la session parlementaire en octobre 2019.
Lord Salisbury écrit pour The Spectator et le Center for Policy Studies sous le pseudonyme de Robert Salisbury ,.

## Mariage et enfants
En 1970, à l'âge de 23 ans, il épouse Hannah Stirling, nièce du colonel David Stirling (cofondateur de la SAS) et descendante des Lords Lovat, aristocrates écossais catholiques. Sa famille s'est d'abord opposée au mariage, principalement parce que Stirling était catholique.
Au cours des années 1970, Lord et Lady Cranborne ont deux fils et trois filles; les deux filles aînées sont maintenant mariées. Jusqu'à récemment, ils vivaient au Cranborne Manor, Dorset. Le siège familial est Hatfield House, qui abritait autrefois la reine Elizabeth Ire d'Angleterre, qui a été donné à la famille par Jacques Ier d'Angleterre en échange de la maison familiale Cecil Theobalds. Les Cecils sont des propriétaires terriens du Dorset, du Hertfordshire et de Londres, et le 7e marquis s'est classé 352e dans la Sunday Times Rich List 2017, avec une fortune estimée à 335 millions de livres sterling (dont les peintures de Hatfield représentaient 150 millions de livres sterling).
L'héritier du marquis de Salisbury est son fils aîné, Robert Edward "Ned" William Gascoyne-Cecil, vicomte Cranborne (né en 1970). Il est page d'honneur de la reine de 1983 à 1986 . L'héritier n'est pas marié, bien qu'il ait une fille née en 2001 . Le fils cadet, Lord James, s'est marié  et a un fils, Thomas Richard James (né en 2009) .

## Distinctions
- Chevalier de l'ordre de la Jarretière (KG) en 2019.